# Herit

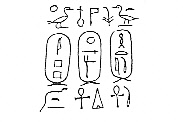
Inscription d'un fragment de vaisselle portant les cartouches d'Apophis et d'Herit

Herit est une princesse égyptienne de la Deuxième Période intermédiaire. Elle est très probablement la fille du souverain hyksôs Apophis Ier, qui est le roi le plus important de la XVe dynastie.
Les noms du roi et d'Herit figurent sur le fragment d'un vase en pierre trouvé dans une tombe thébaine (TT ANB) fouillée par Howard Carter, parfois considérée comme celle du roi Amenhotep Ier. Cette conclusion a mené à la spéculation qu'Herit pourrait avoir été mariée à un roi thébain de la XVIIe dynastie. Le vase, cependant, pourrait tout aussi bien être un objet qui a été pillé à Avaris après la victoire finale sur les Hyksôs par Ahmôsis Ier.
Sur le vase, Herit porte la fille du roi en titre. Son nom est écrit dans un cartouche privilège qui n'est pas accordé à tous les membres de la famille royale. On ne sait rien d'autre d'elle. Le fragment du vase en pierre se trouve aujourd'hui au Metropolitan Museum of Art (21.7.7). 